# Saint-Jean-d’Étreux
Saint-Jean-d’Étreux – miejscowość i dawna gmina we Francji, w regionie Burgundia-Franche-Comté, w departamencie Jura. W 2013 roku populacja ówczesnej gminy wynosiła 161 mieszkańców. 
Dnia 1 stycznia 2019 roku ówczesną gminę Saint-Jean-d'Étreux włączono do gminy Les Trois Châteaux. Siedzibą gminy została miejscowość Nanc-lès-Saint-Amour. 